# Bulbophyllum lewisense
Bulbophyllum lewisense är en orkidéart som beskrevs av Bruce Gray och David Lloyd Jones. Bulbophyllum lewisense ingår i släktet Bulbophyllum och familjen orkidéer.
Artens utbredningsområde är Queensland. Inga underarter finns listade i Catalogue of Life.